# 短鰭鯧鰺
短鰭鯧鰺（学名：Trachinotus teraia），為輻鰭魚綱鱸形目鱸亞目鰺科鯧鰺屬下的一個種，分布於東大西洋塞內加爾至加彭海域，包括維德角群島，體呈菱形且側扁，吻圓鈍，上頜達到瞳孔後緣以下，背部略微隆起，尾鰭叉形，背面藍灰色或綠色，側面銀色，背鰭、臀鰭和尾鰭淺黑色，背鰭硬棘7枚、背鰭軟條19-21枚、臀鰭硬棘3枚、臀鰭軟條16-18枚，體長可達38公分，體重可達7.9公斤，棲息在沿岸半鹹水、海域，屬肉食性，以甲殼類、貽貝、蠕蟲為食，可做為食用魚。